# Saint-Auvent
Saint-Auvent est une commune française située dans le département de la Haute-Vienne, en région Nouvelle-Aquitaine. Elle se situe entre le Haut-Limousin et la Charente limousine. Cette commune rurale se trouve dans le parc naturel régional Périgord-Limousin.
L'altitude du bourg est de 295 mètres.
Ses habitants s'appellent les Auventais et les Auventaises.

## Géographie

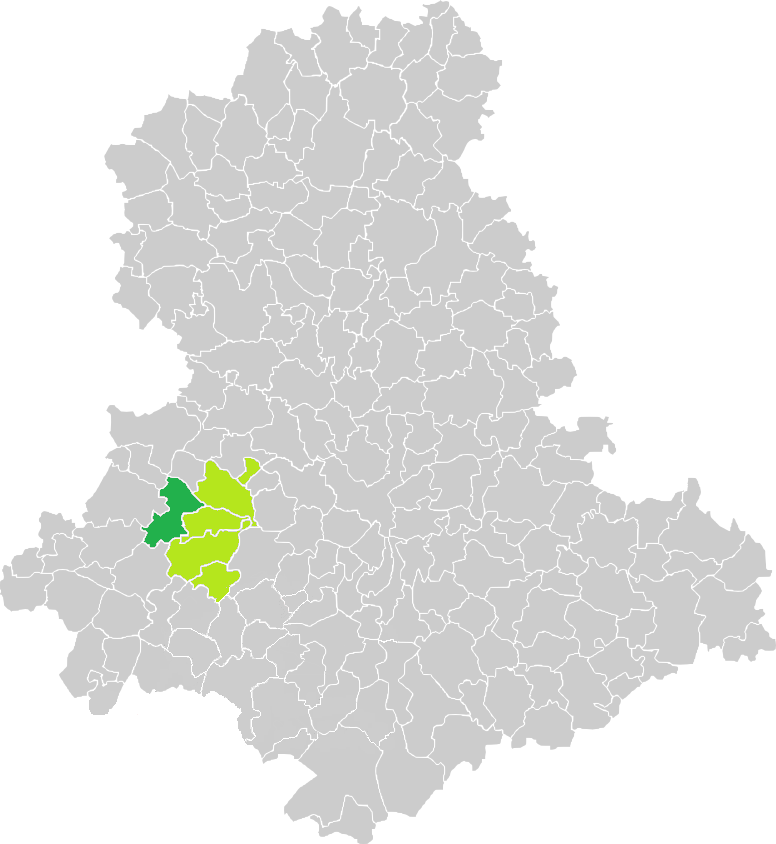
Situation de la commune de Saint-Auvent en Haute-Vienne.

### Communes limitrophes
Les communes limitrophes sont  Chaillac-sur-Vienne, Cognac-la-Forêt, Oradour-sur-Vayres, Rochechouart, Saint-Cyr, Saint-Laurent-sur-Gorre, Saint-Martin-de-Jussac et Vayres.
| Chaillac-sur-Vienne | Saint-Martin-de-Jussac | Cognac-la-Forêt         |
| Rochechouart        | Saint-Auvent           | Saint-Cyr               |
| Vayres              | Oradour-sur-Vayres     | Saint-Laurent-sur-Gorre |

### Climat
Pour des articles plus généraux, voir Climat de la Nouvelle-Aquitaine et Climat de la Haute-Vienne.
Historiquement, la commune est exposée à un climat océanique limousin.  
En 2020, Météo-France publie une typologie des climats de la France métropolitaine dans laquelle la commune est exposée à un climat océanique altéré et est dans une zone de transition entre les régions climatiques « Poitou-Charentes » et « Ouest et nord-ouest du Massif Central »0.
Pour la période 1971-2000, la température annuelle moyenne est de 11,4 °C, avec une amplitude thermique annuelle de 14,6 °C. Le cumul annuel moyen de précipitations est de 1 034 mm, avec 13,1 jours de précipitations en janvier et 7,8 jours en juillet. Pour la période 1991-2020, la température moyenne annuelle observée sur la station météorologique la plus proche, située sur la commune de Rochechouart à 8,8 km à vol d'oiseau, est de 12,2 °C et le cumul annuel moyen de précipitations est de 963,9 mm,. Pour l'avenir, les paramètres climatiques de la commune estimés pour 2050 selon différents scénarios d’émission de gaz à effet de serre sont consultables sur un site dédié publié par Météo-France en novembre 2022.

## Urbanisme

### Typologie
Au 1er janvier 2024, Saint-Auvent est catégorisée commune rurale à habitat dispersé, selon la nouvelle grille communale de densité à sept niveaux définie par l'Insee en 2022.
Elle est située hors unité urbaine. Par ailleurs la commune fait partie de l'aire d'attraction de Limoges, dont elle est une commune de la couronne,. Cette aire, qui regroupe 127 communes, est catégorisée dans les aires de 200 000 à moins de 700 000 habitants,.

### Occupation des sols
L'occupation des sols de la commune, telle qu'elle ressort de la base de données européenne d’occupation biophysique des sols Corine Land Cover (CLC), est marquée par l'importance des territoires agricoles (79,5 % en 2018), une proportion sensiblement équivalente à celle de 1990 (79,4 %). La répartition détaillée en 2018 est la suivante : 
zones agricoles hétérogènes (45,1 %), prairies (33,1 %), forêts (17,8 %), terres arables (1,3 %), milieux à végétation arbustive et/ou herbacée (0,9 %), eaux continentales (0,9 %), zones urbanisées (0,8 %). L'évolution de l’occupation des sols de la commune et de ses infrastructures peut être observée sur les différentes représentations cartographiques du territoire : la carte de Cassini (XVIIIe siècle), la carte d'état-major (1820-1866) et les cartes ou photos aériennes de l'IGN pour la période actuelle (1950 à aujourd'hui).

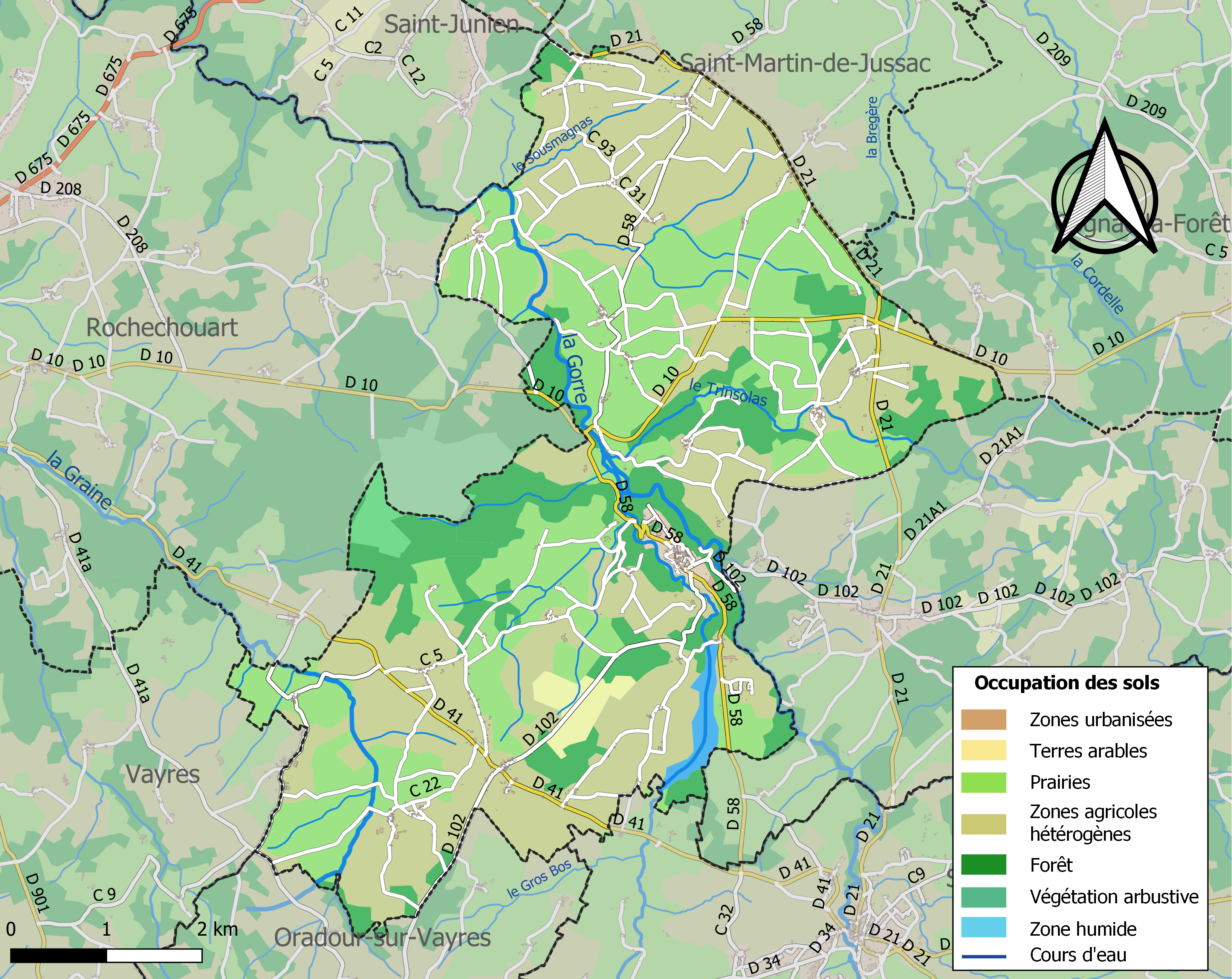
Carte des infrastructures et de l'occupation des sols de la commune en 2018 (CLC).

### Risques majeurs
Le territoire de la commune de Saint-Auvent est vulnérable à différents aléas naturels : météorologiques (tempête, orage, neige, grand froid, canicule ou sécheresse) et séisme (sismicité faible). Il est également exposé à un risque particulier : le risque de radon. Un site publié par le BRGM permet d'évaluer simplement et rapidement les risques d'un bien localisé soit par son adresse soit par le numéro de sa parcelle.

#### Risques naturels

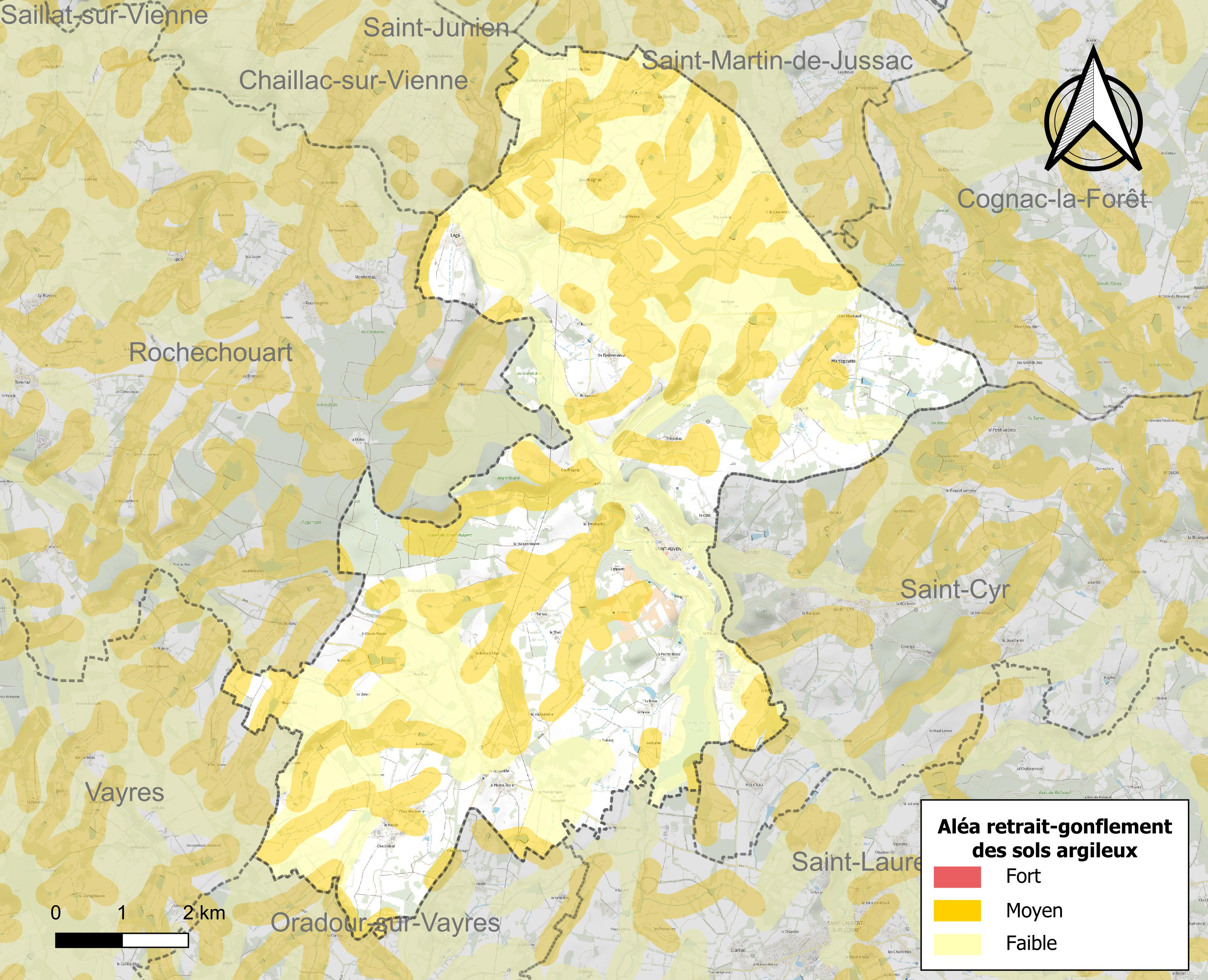
Carte des zones d'aléa retrait-gonflement des sols argileux de Saint-Auvent.

Le retrait-gonflement des sols argileux est susceptible d'engendrer des dommages importants aux bâtiments en cas d’alternance de périodes de sécheresse et de pluie. 36,5 % de la superficie communale est en aléa moyen ou fort (27 % au niveau départemental et 48,5 % au niveau national métropolitain). Depuis le 1er octobre 2020, en application de la loi ÉLAN, différentes contraintes s'imposent aux vendeurs, maîtres d'ouvrages ou constructeurs de biens situés dans une zone classée en aléa moyen ou fort,.
La commune a été reconnue en état de catastrophe naturelle au titre des dommages causés par les inondations et coulées de boue survenues en 1982 et 1999 et par des mouvements de terrain en 1999.

#### Risque particulier
Dans plusieurs parties du territoire national, le radon, accumulé dans certains logements ou autres locaux, peut constituer une source significative d’exposition de la population aux rayonnements ionisants. Selon la classification de 2018, la commune de Saint-Auvent est classée en zone 3, à savoir zone à potentiel radon significatif.

## Histoire
Saint-Auvent, ou « Sent Auvenç » en langue limousine, est surnommé l’épiscopal, en raison de sa dépendance envers l'évêque. C'était une cure de l’ancien archiprêtré de Saint-Junien, anciennement sous le patronage de Saint Pierre-aux-Liens, puis de Saint Auvent par la suite.
Saint Auvent était évêque et mourut en ce lieu en revenant d’un pèlerinage de Saint-Jacques-de-Compostelle. En 1230, son corps fut déterré et placé dans l'église de ce qui devint le centre de la paroisse.
Sous l'Ancien Régime, Saint-Auvent faisait partie de la vicomté de Rochechouart, qui dépendait administrativement de la généralité de Poitiers. En 1603, le vicomte Louis de Rochechouart partagea ses biens entre ses trois fils, René devint comte de Saint-Auvent et baron de Montmoreau. Le nouveau comté ainsi créé regroupait Saint-Auvent, Marval, Milhaguet, Saint-Martin-de-Jussac, une petite partie de Saint-Junien (dont le Petit Saint-Auvent), l'étang de la Pouge et l'est de la forêt de Rochechouart. René fut comte jusqu'en 1632. Lui succéda son fils Jean, puis, en 1695, Jean II  qui meurt sans enfant en 1709. Il laissa ses biens à sa sœur Anne de Rochechouart, mariée à Isaac Perry, marquis de la Chauffie (à Pressignac).
Une autre église existait auparavant au lieu-dit Romevieille à Saint-Auvent. Cette dernière fut réunie en 1558 avec l'église paroissiale.
Le château de la commune date du XIIe siècle. Il était à l'origine possédé par la famille de Rochechouart, issue des vicomtes de Limoges. Il est aujourd'hui devenu propriété privée.
Michel Vovelle rapporte la mort le 22 août 1652 d'Étienne Boudaud à l'âge de 8 ans. Il était le fils unique du sieur de la Boissière, Pierre Boudaud. Étienne est mort noyé dans un puits.

### Passé ferroviaire du village
|  |  |  |

De 1880 à 1996, la commune de Saint-Auvent a été traversée par la ligne de chemin de fer de Saillat-sur-Vienne à Bussière-Galant, qui, venant de Rochechouart se dirigeait ensuite vers la gare de Saint-Laurent-sur-Gorre.

A l' époque où le chemin de fer était le moyen de déplacement le plus pratique, cette ligne connaissait un important trafic de passagers et de marchandises. 
	
Avec l'amélioration des routes et le développement du transport automobile, le trafic ferroviaire a périclité et la ligne a été fermée en aux voyageurs en 1940. Le trafic de marchandises a continué jusqu'en 1996 date à laquelle la ligne a été déclassée. Quelques tronçons de l'ancienne ligne subsistent encore de nos jours utilisés comme sentier de randonnée et surtout par le Vélorail de Bussière-Galant à Châlus.

## Héraldique
|  | Les armes de la commune se blasonnent ainsi : Parti : au premier d'argent à deux lions à la queue léopardée de gueules l'un sur l'autre, au chef de sable ; au second fascé ondé d'argent et de gueules. |

## Politique et administration

### Liste des maires
| Période                                  | Période   | Identité                | Étiquette | Qualité            |
| ---------------------------------------- | --------- | ----------------------- | --------- | ------------------ |
| mars 1959                                | juin 1995 | Pierre-Louis Raymondaud | PS        |                    |
| mars 2001                                | 2014      | Christian Groleau       | Ind.      | Conseiller général |
| 2014                                     | En cours  | Bruno Grancoing         | DVG       | Agriculteur        |
| Les données manquantes sont à compléter. |           |                         |           |                    |

### Politique environnementale
Dans son palmarès 2024, le Conseil national de villes et villages fleuris de France a attribué une fleur à la commune.

## Démographie
L'évolution du nombre d'habitants est connue à travers les recensements de la population effectués dans la commune depuis 1793. Pour les communes de moins de 10 000 habitants, une enquête de recensement portant sur toute la population est réalisée tous les cinq ans, les populations de référence des années intermédiaires étant quant à elles estimées par interpolation ou extrapolation. Pour la commune, le premier recensement exhaustif entrant dans le cadre du nouveau dispositif a été réalisé en 2007.

En 2022, la commune comptait 969 habitants, en évolution de +0,41 % par rapport à 2016 (Haute-Vienne : −0,68 %, France hors Mayotte : +2,11 %).
| 1793  | 1800  | 1806  | 1821  | 1831  | 1836  | 1841  | 1846  | 1851  |
| ----- | ----- | ----- | ----- | ----- | ----- | ----- | ----- | ----- |
| 1 861 | 2 119 | 1 877 | 1 954 | 1 951 | 1 941 | 1 893 | 1 913 | 2 002 |

| 1856  | 1861  | 1866  | 1872  | 1876  | 1881  | 1886  | 1891  | 1896  |
| ----- | ----- | ----- | ----- | ----- | ----- | ----- | ----- | ----- |
| 1 906 | 1 828 | 1 804 | 1 719 | 1 727 | 1 810 | 1 794 | 1 884 | 1 833 |

| 1901  | 1906  | 1911  | 1921  | 1926  | 1931  | 1936  | 1946  | 1954  |
| ----- | ----- | ----- | ----- | ----- | ----- | ----- | ----- | ----- |
| 1 871 | 1 905 | 1 824 | 1 532 | 1 414 | 1 352 | 1 236 | 1 164 | 1 041 |

| 1962  | 1968 | 1975 | 1982 | 1990 | 1999 | 2006 | 2007 | 2012 |
| ----- | ---- | ---- | ---- | ---- | ---- | ---- | ---- | ---- |
| 1 013 | 924  | 777  | 813  | 817  | 837  | 907  | 917  | 956  |

| 2017 | 2022 | - | - | - | - | - | - | - |
| ---- | ---- | - | - | - | - | - | - | - |
| 962  | 969  | - | - | - | - | - | - | - |

## Lieux et monuments
- Le château[28] : bâti sur un promontoire granitique au milieu d’un parc de trois hectares, il surplombe les vallées de la Gorre et du Gorret. Aujourd’hui propriété privée, il est un centre artistique ouvert à l’art contemporain. Depuis 1996, ont lieu chaque année, durant tout le mois d'août, les Rencontres du château de Saint-Auvent.
- La maison de pays.
- L'étang de la Pouge (La Poja en oc lim.), alimenté par le Gorret.
- Le puits à balancier du village de la Berthe.
- Une voie gallo-romaine (via Vicinala qui permettait de rejoindre la voie d'Agrippa voisine dont le trajet s'est perdu[29]) et son pont antique.
- Église Saint-François-de-Sales de Saint-Auvent.
- Notre-Dame-de-la-Paix, souvent nommée la Grotte, lieu de pèlerinage catholique. Copie de la grotte de Lourdes, elle doit son existence à l’abbé Paul Elias. Ce clerc avait fait un vœu avant la Seconde Guerre mondiale : si tous les hommes de Saint-Auvent revenaient vivants, avec eux il creuserait un rocher pour la remercier. Il existe aussi un pèlerinage des gens du voyage qui se tient tous les ans le lundi de Pâques[30].
- Dolmen de Chez Moutaud[31]
- Menhir de Chez Moutaud[31]

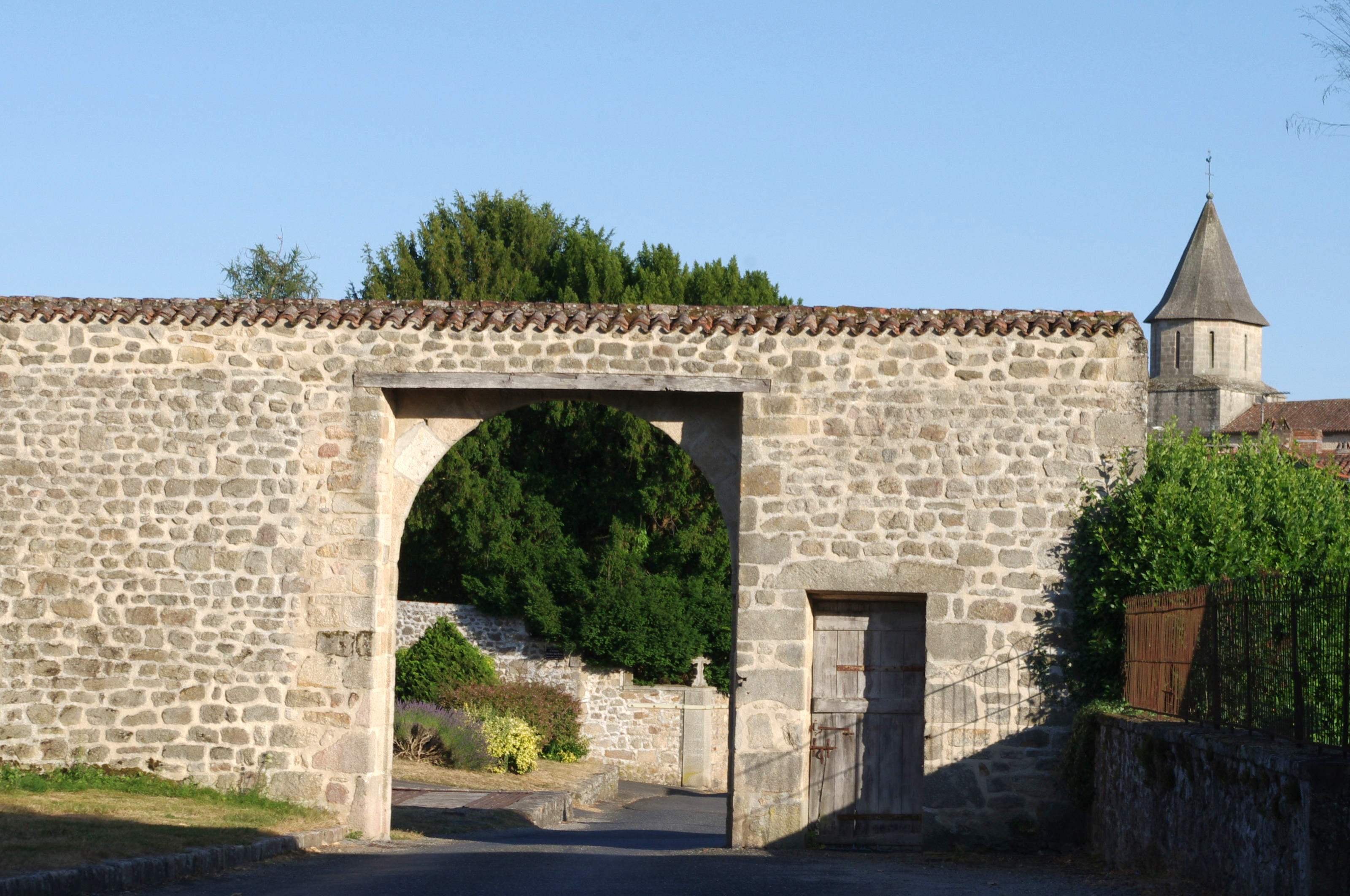
Saint-Auvent.
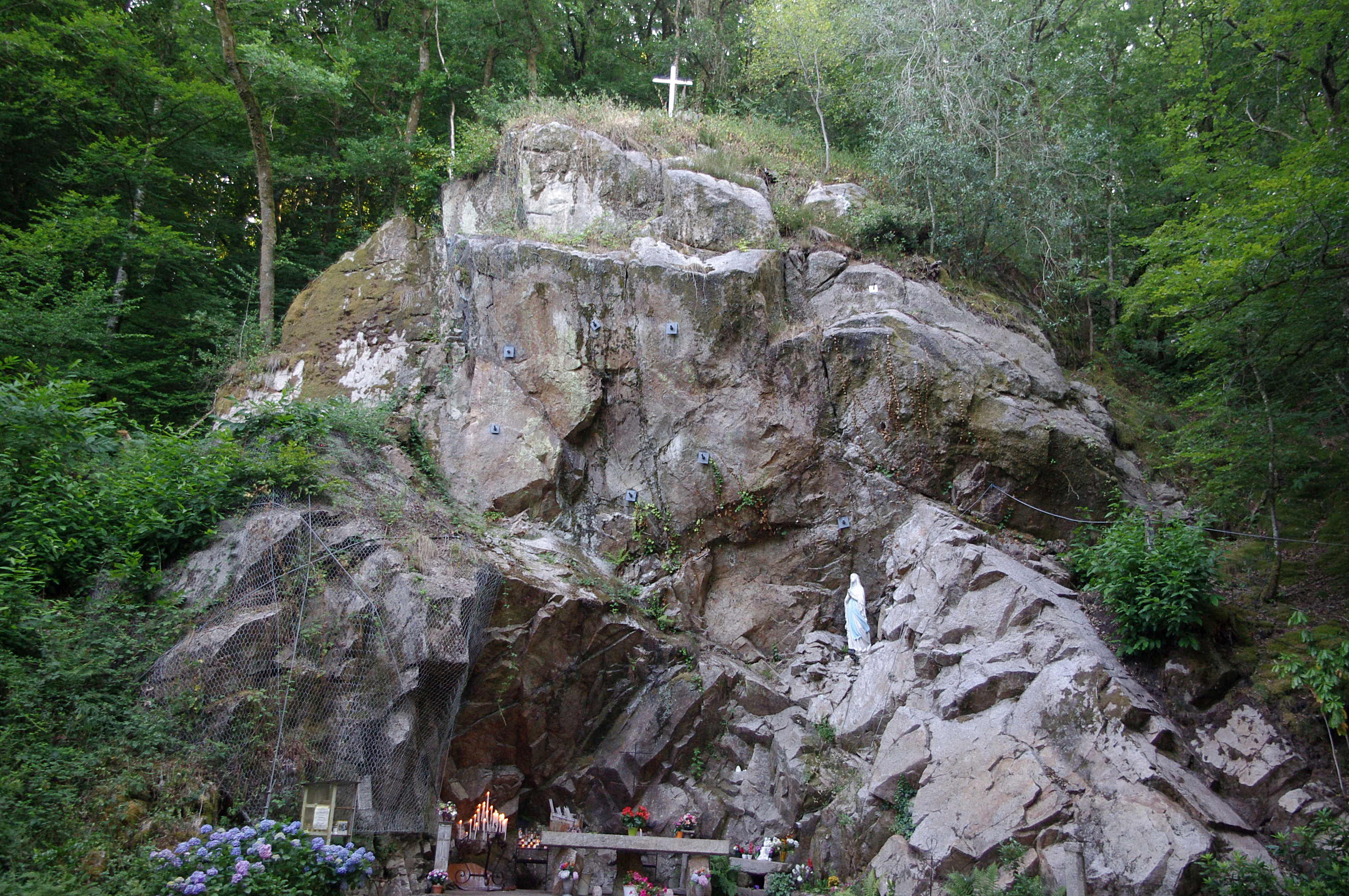
La grotte du sanctuaire Notre-Dame-de-la-Paix.
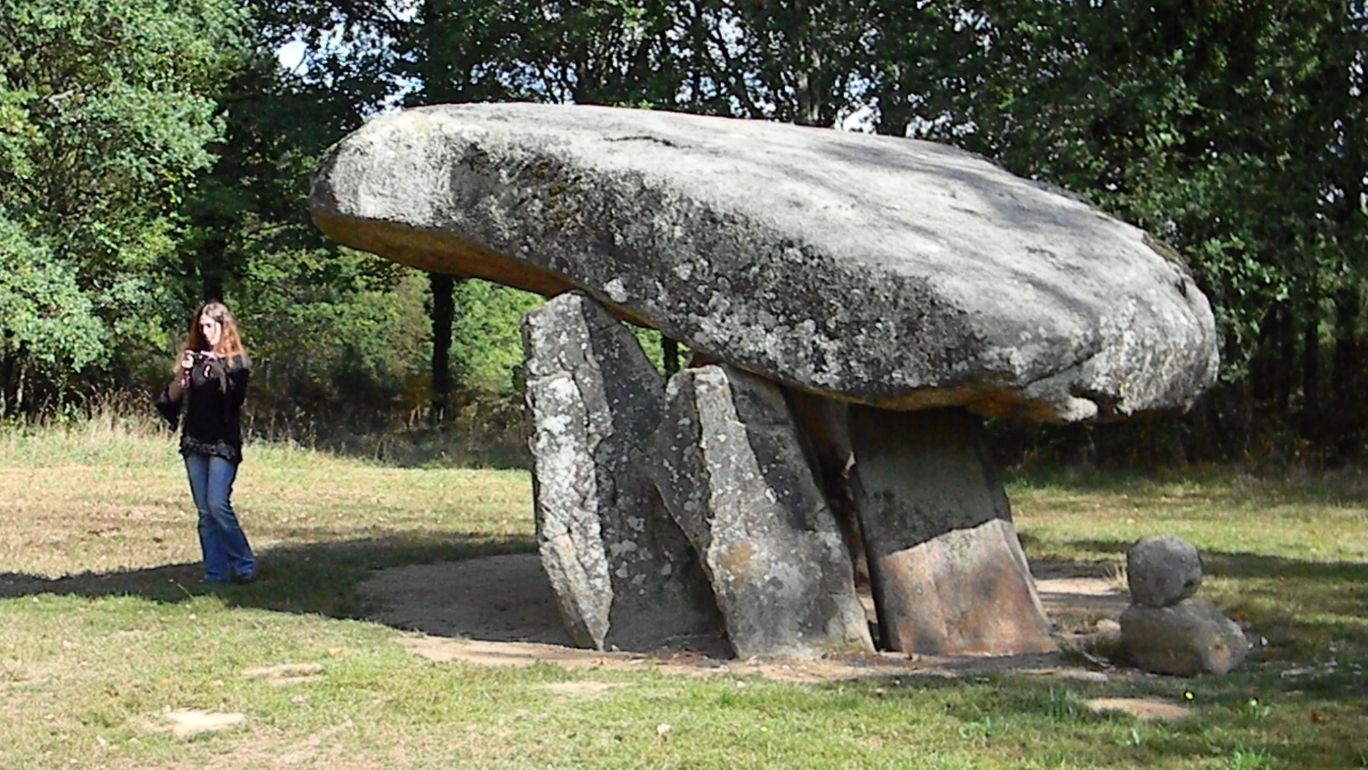
Dolmen de Chez Moutaud.
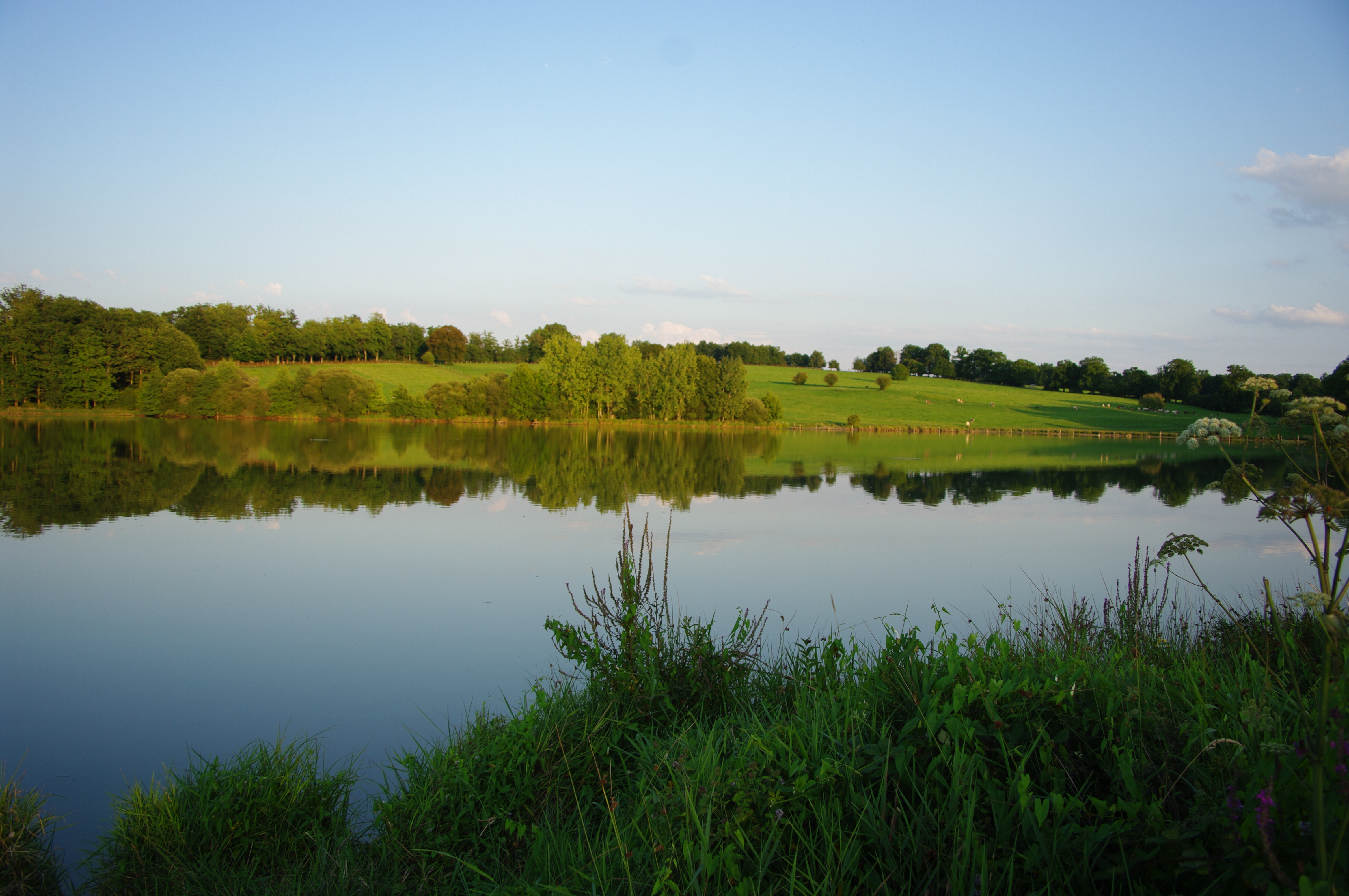
L'étang de la Pouge.

### Sites naturels
- La forêt de Rochechouart est une Zone naturelle d'intérêt écologique, faunistique et floristique (ZNIEFF) de type 1. D'une superficie de 559,93 hectares, elle s'étend partiellement sur la commune de Saint-Auvent. L'intérêt de cetteforêt réside dans l'ancienneté de ces boisements de feuillus d'une part et d'autre part la présence de landes sèches et humides relativement bien préservées.[32]

## Personnalités liées à la commune
- L'abbé Paul Elias, né à Cussac (Haute-Vienne) en mars 1897, fut curé de Saint-Auvent de 1938 à 1955. Il décède d'ailleurs en 1955. Pendant l'occupation, il fut un résistant actif et cacha chez lui trois juifs un pendant un an et demi un autre durant quatre mois, et enfin un instituteur, pendant quatre mois[réf. nécessaire]. Ce sont ces trois personnes qui ont demandé que ce dernier soit inscrit au Yad Vaslem. L'abbé Elias a donc été élevé au titre de Juste (à titre posthume) et son nom en tant que curé de Saint-Auvent est inscrit au jardin de Yad Vashem[33].

## Anecdotes
- On trouve les inscriptions suivantes sur les deux cloches de l'église :
- Sit Nomen Domini Bendictum. Parrain : saint Auvent  patron de la paroisse ; marraine Notre Dame Auxiliaire de Saint François de Salles. Martial–Joseph Cheyron, curé. Gravelat Lagasne, maire. Martin frères, fondeurs, 1801.
- Sit Nomen Domini Bendictum. Parrain : saint Auvent  patron de la paroisse ; Maxime de Fredy, parrain sous le patronage de Saint François de Salle. Marraine, Marie Clémence, comtesse de la Guéronnière. Comte de Fredy, maire, curé M. Deluret. Fondue par Triadou aîné, à Villefranche, Aveyron, 1876.
- Dans la bande dessinée Les Bidochons Tome 1 de Binet, les parents de Robert sont dits habiter à Saint-Auvent dans le Limousin.

## Pour approfondir